# Municipio de New Sweden
El municipio de New Sweden (en inglés: New Sweden Township) es un municipio ubicado en el condado de Nicollet en el estado estadounidense de Minnesota. En el año 2010 tenía una población de 297 habitantes y una densidad poblacional de 3,19 personas por km².

## Geografía
El municipio de New Sweden se encuentra ubicado en las coordenadas 44°24′59″N 94°12′1″O / 44.41639, -94.20028. Según la Oficina del Censo de los Estados Unidos, el municipio tiene una superficie total de 93.04 km², de la cual 92,6 km² corresponden a tierra firme y (0,47 %) 0,44 km² es agua.

## Demografía
Según el censo de 2010, había 297 personas residiendo en el municipio de New Sweden. La densidad de población era de 3,19 hab./km². De los 297 habitantes, el municipio de New Sweden estaba compuesto por el 97,31 % blancos, el 0,34 % eran afroamericanos, el 1,68 % eran de otras razas y el 0,67 % eran de una mezcla de razas. Del total de la población el 4,04 % eran hispanos o latinos de cualquier raza.